# Sanogasta mandibularis
Sanogasta mandibularis là một loài nhện trong họ Anyphaenidae.
Loài này thuộc chi Sanogasta. Sanogasta mandibularis được M. J. Ramírez miêu tả năm 2003.